# 928
| Calendário gregoriano                                                        | 928 CMXXVIII                                         |
| Ab urbe condita                                                              | 1681                                                 |
| Calendário arménio                                                           | 377 – 378                                            |
| Calendário bahá'í                                                            | -916 – -915                                          |
| Calendário budista                                                           | 1472                                                 |
| Calendário chinês                                                            | 3624 – 3625 Início a 25 de janeiro (aproximadamente) |
| Calendário copta                                                             | 644 – 645                                            |
| Calendário etíope                                                            | 920 – 921                                            |
| Calendários hindus - Vikram Samvat - Calendário nacional indiano - Cáli Iuga | 983 – 984 849 – 850 4028 – 4029                      |
| Calendário Holoceno                                                          | 10928                                                |
| Calendário islâmico                                                          | 316 – 317                                            |
| Calendário judaico                                                           | 4688 – 4689                                          |
| Calendário persa                                                             | 306 – 307                                            |
| Calendário rúnico                                                            | 1178                                                 |
| Calendário solar tailandês                                                   | 1471                                                 |

928 (CMXXVIII na numeração romana) foi um ano bissexto do século X do Calendário Juliano, da Era de Cristo, teve início a uma terça-feira e terminou a uma quarta-feira e as suas letras dominicais foram  F e E (52 semanas).
No território que viria a ser o reino de Portugal estava em vigor a Era de César que já contava 966 anos.
| Ano completo                          |
| ------------------------------------- |
| Ano bissexto com início à terça-feira |

## Eventos
- 28 de Maio - É eleito o Papa Leão VI.
- Tomada de Teodosiópolis pelo Império Bizantino.
- Gonçalo Moniz recebe o título de Conde de Coimbra.

## Nascimentos
- Bosão de Arles , conde de Arles e de Avinhão (m. 966).